# 田中成和
田中 成和（たなか しげかず、1954年 - ）は、日本の男性児童文学作家。生まれは大阪府。

## 略歴
早稲田大学政治経済学部卒業。代表作は名門フライドチキン小学校シリーズ（ポプラ社・刊）。

## 作品
- 名門フライドチキン小学校シリーズ（絵：原ゆたか）
- こわいぞ！！ようかい小学校（絵：原ゆたか）